# Stary cmentarz żydowski w Przemyślu

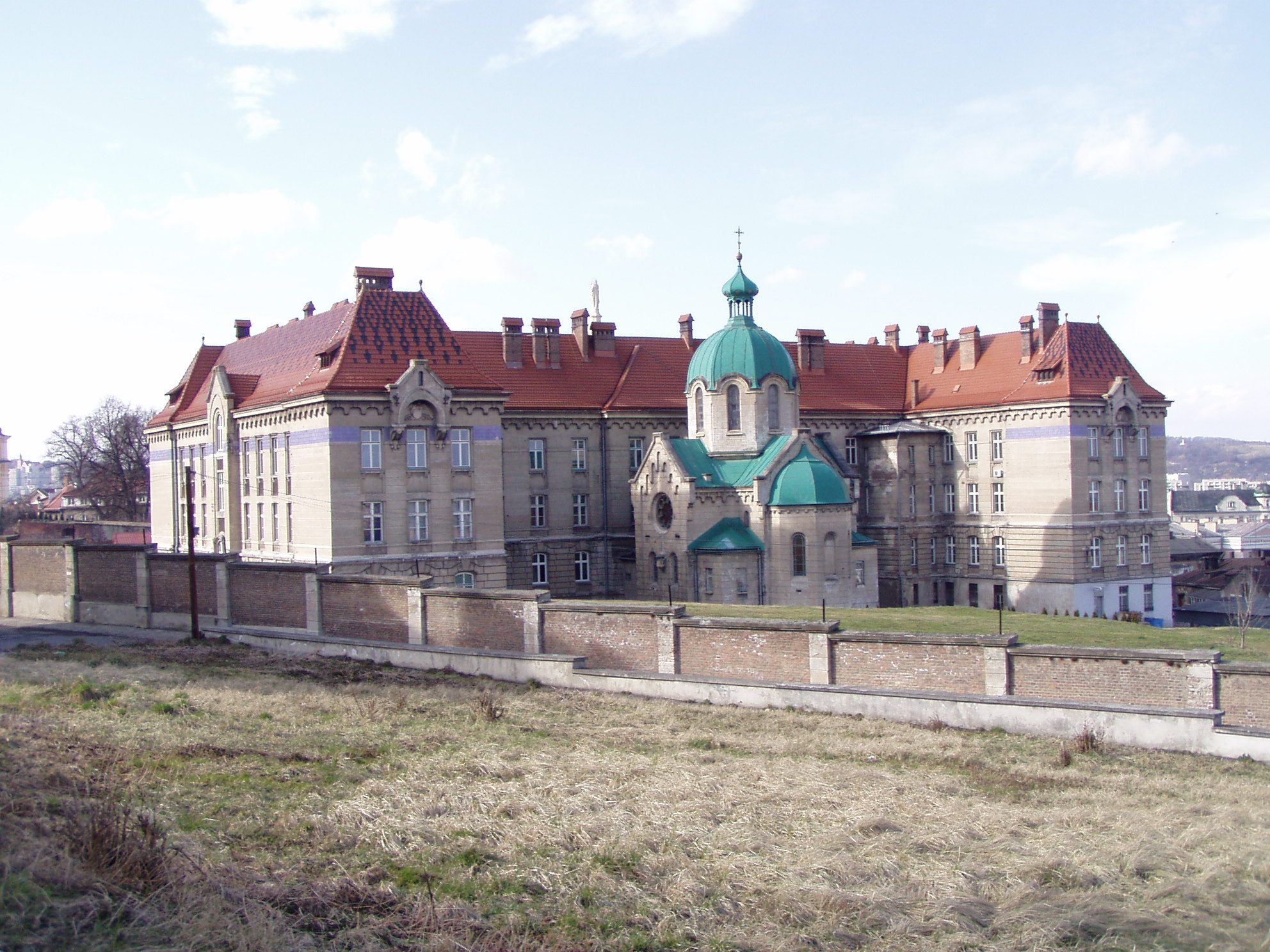
Widok sprzed bramy na Przemyśl

Stary cmentarz żydowski w Przemyślu – opuszczony kirkut, znajdujący się przy ul. Biskupa Józefa Sebastiana Pelczara w Przemyślu.
Nie znamy daty powstania tej nekropolii. Po raz pierwszy cmentarz wymieniany jest w 1568 roku w przywileju wydanym przez króla Zygmunta Augusta. Podczas drugiej wojny światowej nekropolia uległa dewastacji. Kamienne nagrobki wykorzystano do prac przy utwardzaniu dróg i ulic, między innymi na terenie koszar przy ul. Mickiewicza. Pozbawiony opieki cmentarz stopniowo popadał w zapomnienie i zarastał. Obecnie cmentarz nie jest ogrodzony, nie ma na nim żadnych nagrobków, a z jego dawnej tkanki materialnej pozostała jedyna zniszczona ceglana brama.